# Liste der geschützten Landschaftsbestandteile in Münster (Westfalen)
Die Liste der geschützten Landschaftsbestandteile in Münster nennt die in der kreisfreien Stadt Münster in Nordrhein-Westfalen gelegenen geschützten Landschaftsbestandteile.

## Geschützte Landschaftsbestandteile in Münster
Im Stadtgebiet von Münster waren Ende 2016 in den drei bestehenden Landschaftsplänen 31 flächenhafte Landschaftsbestandteile und 94 alte Kopfweiden geschützt.
Wallhecken, Alleen sowie mit öffentlichen Mitteln geförderte Anpflanzungen außerhalb des Waldes und im baulichen Außenbereich sind auch ohne besondere Ausweisung gesetzlich geschützte Landschaftsbestandteile.
Die 31 flächenhaften geschützte Landschaftsbestandteile haben eine Gesamtfläche von 159 ha. Dies entspricht etwa 0,52 % des Stadtgebiets.

## Liste
| Bild | Nr.      | Bezeichnung                                           | Fläche   | Position | Beschreibung | Anmerkungen                                        |
| ---- | -------- | ----------------------------------------------------- | -------- | -------- | --- | -------------------------------------------------- |
|      | 1-2.4.1  | Wersealtarm                                           | 10,8 ha  | ⊙        | etwa 900 m langer Abschnitt der Werse mit östlich anliegender landwirtschaftlich genutzter Fläche und den Steilkanten der Niederterrassen. |                                                    |
|      | 1-2.4.2  | Hellerbach                                            | 1,7 ha   | ⊙        | Schutz der Landschaftsmorphologie und naturnaher Gewässerverlauf mit zahlreichen Hangquellen. |                                                    |
|      | 1-2.4.3  | Edelbach                                              | 13,7 ha  | ⊙        | Schutz der Landschaftsmorphologie und naturnaher Gewässerverlauf mit zahlreichen Hangquellen und wertvollen Artenbestand. Das Gebiet schließt die Bachtäler und den angrenzenden Wald ein. |                                                    |
|      | 1-2.4.4  | Graelbach                                             | 6,6 ha   | ⊙        | Schutz der Landschaftsmorphologie und naturnaher Gewässerverlauf mit zahlreichen Hangquellen mit seinem Artenbestand. Das Gebiet umfasst das Bachtal mit angrenzendem Wald. |                                                    |
|      | 1-2.4.5  | Kreuzbach                                             | 20,0 ha  | ⊙        | Naturnahes Gewässer mit schwach mäandrierenden Abschnitten sowie für den Artenschutz besonders wertvolle bachbegleitende Grünländer in feuchter bis hin zu völlig vernässter Ausbildung. |                                                    |
|      | 1-2.4.6  | Kopfweiden am Haus-Kleve-Weg                          | 8 Stück  | ⊙        | Erhaltung kulturhistorisch wertvoller Elemente und insbesondere Artenschutz. Standorte am südlichen Straßenrand des "Haus-Kleve-Weges". Besonders alte, dickstämmige Bäume, die z. T. völlig ausgehöhlt sind. Eine Weide steht direkt an der Einmündung „Am Mooresch“; die übrigen 7 Kopfweiden stehen in Reihe östlich davon, wobei wiederum eine Kopfweide westlich von der Reihe abgetrennt ist. |                                                    |
|      | 1-2.4.7  | Kopfweiden am Loddenbach                              | 26 Stück | ⊙        | Erhaltung kulturhistorisch wertvoller Elemente und insbesondere Artenschutz. Standort am nördlichen Ufer des Loddenbaches zwischen dem Klärwerk und der Mündung. |                                                    |
|      | 1-2.4.8  | Kopfweiden Markfort                                   | 68 Stück | ⊙        | Erhaltung kulturhistorisch wertvoller Elemente und insbesondere Artenschutz. Durch die Vielzahl dieser Bäume besonderes Gepräge des Raumes. Die Schutzausweisung soll die besondere Eigenart und Schönheit sichern, zudem sind die Kopfweiden wichtiger Bestandteil des Grünlandbiotops. |                                                    |
|      | 2-2.4.1  | Möllers Kanälchen                                     | 1,8 ha   | ⊙        | Der naturnahe Bach mit ausgeprägtem Kleinrelief fließt schwach mäandrierend durch ein bis zu 3 m tiefes, gut erhaltenes Tal. Der Talraum ist vorwiegend mit Erlen bestockt, an lichteren Stellen gibt es Ansätze von Hochstaudenfluren und Röhricht. |                                                    |
|      | 2-2.4.2  | Bruchwald am Flothbach                                | 1,8 ha   | ⊙        | Bruchwaldrest als Lebensstätte für Flora und Fauna. |                                                    |
|      | 2-2.4.3  | Wöstebach                                             | 9,3 ha   | ⊙        | Erhaltung der Geomorphologie des Talraumes und des naturnahen Gewässerlaufes. Eingeschlossen sind die bachbegleitenden, landschaftsgliedernden Waldsäume sowie das wertvolle Auengrünland. |                                                    |
|      | 2-2.4.4  | Feuchtbrache Ahlertweg                                | 1,2 ha   | ⊙        | Erhaltung einer feuchten bis nassen Grünlandbrache als Lebensstätte für gefährdete Arten der Flora und Fauna. Die feuchte Brachfläche zeigt ausgedehnte Röhricht- und Hochstaudenbestände. Den mittleren Bereich bestimmen kleinere, zum Teil zu Tümpeln erweiterte, wasserführende Mulden. |                                                    |
|      | 2-2.4.5  | Feuchtbrache Gelmerheide                              | 3,7 ha   | ⊙        | | Teil des Vogelschutzgebiets "Rieselfelder Münster" |
|      | 2-2.4.6  | Hagelbach - Nienberger Bach                           | 14,0 ha  | ⊙        | Erhaltung eines naturnahen Gewässers mit ausgeprägten geomorphologischen Strukturen und teilweise mäandrierendem Gewässerlauf. Die Erhaltung der bachbegleitenden Gehölzsäume, der Auenwaldrelikte und feuchten, gewässernahen Grünlandbereiche ist eingeschlossen. |                                                    |
|      | 2-2.4.7  | Kinderbach                                            | 21,2 ha  | ⊙        | Erhaltung des Kinderbachtales mit den in weiten Teilen noch erlebbaren Auenkanten. Ebenso die Erhaltung der naturnahen Feuchtwiesen und Auenwaldrelikte im nördlichen Abschnitt wie die Sicherung des nahezu zusammenhängenden, eher extensiven Auengrünlands im südlichen Abschnitt. |                                                    |
|      | 2-2.4.8  | Meerwiese                                             | 1,9 ha   | ⊙        | Erhaltung einer feuchten Grünlandbrache als Lebensstätte für gefährdete Arten der Flora und Fauna. Darüber hinaus dient die Erhaltung einer naturnahen Hecke bzw. Wallhecke nördlich des Grabens als typisches, kulturhistorisch wertvolles Landschaftselement. Von besonderer Bedeutung sind 33 innerhalb der Hecke stehende Kopfweiden und Schneiteleschen von teilweise beachtlicher Größe. |                                                    |
|      | 3-2.4.1  | Hecke und Kleingewässer an der Feldstiege             | 1,2 ha   | ⊙        | Ausgewiesen insbesondere zur Erhaltung eines Tümpels mit vorgelagerter Nasswiese. Aufgrund der Vielgestalt und des Strukturreichtums ist der Lebensraum von besonderer Bedeutung für Amphibien, Wiesenvögel, Buschbrüter und Libellen. Der vielfältig strukturierte Lebensraum ist geprägt durch eine enge räumliche Benachbarung der Biotoptypen Tümpel, Nass-/Feuchtwiese sowie Wallhecke. |                                                    |
|      | 3-2.4.2  | Tümpel und Ufergehölz westlich des Freibads Nienberge | 0,2 ha   | ⊙        | Ausgewiesen zur Erhaltung eines naturnahen Kleingewässers als Lebensraum für Flora und Fauna. Der Biotop ist umgeben von Grünland und steht in direkter räumlicher Benachbarung zu Eichen-Hainbuchen-Wäldern. |                                                    |
|      | 3-2.4.3  | Beerwiede Bach                                        | 0,7 ha   | ⊙        | Ausgewiesen insbesondere zur Erhaltung der Geomorphologie eines naturnahen Gewässerlaufs sowie der begleitenden Ufergehölze als Lebensraum für die Tier- und Pflanzenwelt. Umfasst auch die naturnah ausgebildeten Gewässerabschnitte des Beerwiede Bachs zwischen dem Hof Jüdefeld und dem Rüschhausweg. Die innerhalb dieses Abschnitts gelegenen Hofstellen sind nicht Bestandteil der Verordnung. |                                                    |
|      | 3-2.4.4  | Kleingewässer 1 Waltruper Feld                        | 0,07 ha  | ⊙        | Erhaltung eines naturnahen Kleingewässers als Lebensraum für Flora und Fauna. Der Tümpel ist Bestandteil eines kleinräumigen Biotopkomplexes mit hoher struktureller Vielfalt. Aufgrund der Vielzahl unterschiedlichster Strukturen wie Wallhecken, Hecken, Feldgehölze, feuchte Mulden mit periodischer Wasserführung, Gräben und Tümpeln ist dieses Gebiet besonders wertvoll für Amphibien, Buschbrüter, Höhlenbrüter, Schmetterlinge und Libellen.                                                                                       |                                                    |
|      | 3-2.4.5  | Kleingewässer 2 Waltruper Feld                        | 1,3 ha   | ⊙        | Erhaltung eines naturnahen Kleingewässers als Lebensraum für Flora und Fauna. |                                                    |
|      | 3-2.4.6  | Kleingewässer 3 Waltruper Feld                        | 0,8 ha   | ⊙        | Erhaltung eines naturnahen Kleingewässers als Lebensraum für Flora und Fauna. |                                                    |
|      | 3-2.4.7  | Weidetümpel bei Haus Rüschhaus                        | ? ha     | ⊙        | Erhaltung eines naturnahen Kleingewässers als Lebensraum für z. T. seltene Tier- und Pflanzenarten. Der Tümpel befindet sich unweit von Haus Rüschhaus, umgeben von Grünland und in unmittelbarer Nähe zu einem Eichen-Hainbuchen-Wald. In diesem Biotopkomplex stellt der Tümpel mit seinen Uferbereichen und umgebenden Saumstreifen einen charakteristischen und äußerst vielfältigen Lebensraum für zum Teil seltene Pflanzen und Tiere dar.                                                                                             |                                                    |
|      | 3-2.4.8  | Kleingewässer Schonebeck                              | 0,1 ha   | ⊙        | Erhaltung eines naturnahen Kleingewässers als Lebensraum die Tier- und Pflanzenwelt. |                                                    |
|      | 3-2.4.9  | Krummer Bach                                          | 1,0 ha   | ⊙        | Schutz insbesondere zur Erhaltung der Morphologie eines naturnahen Gewässerlaufes. Die an das Gewässer angrenzenden flachen Mulden werden mit in die Schutzausweisung einbezogen. Der Krumme Bach bildet die Grenze zum Kreis Coesfeld. Der Abschnitt entlang der gemeinsamen Kreisgrenze ist gekennzeichnet durch ein hohes Maß an Naturnähe, sowohl für die Geomorphologie wie den gewässerbegleitenden Gehölzbestand. Die bestehenden Uferabbrüche, Steilufer sowie Gleit- und Prallufer sind Zeugnisse einer naturnahen Gewässerdynamik. |                                                    |
|      | 3-2.4.10 | Obstwiesen an der Aa                                  | 0,8 ha   | ⊙        | Schutz insbesondere zur Erhaltung intakter Obstwiesen als vielfältiger Lebensraum für bedrohte Tierarten wie Steinkauz und Neuntöter aber auch der Insektenfauna. Aufgrund der Größe und Geschlossenheit des Baumbestands handelt es sich um eine der wichtigsten intakten Obstwiesen im Stadtgebiet Münsters. Die Bedeutung für den Naturhaushalt ist durch die unmittelbare Nähe zur Aa noch gesteigert, da die Obstwiesen als Ersatzgesellschaft für die Lebensräume der Hartholzaue fungieren                                            |                                                    |
|      | 3-2.4.11 | Westlicher Kinderbach                                 | 6,44 ha  | ⊙        | Schutz insbesondere zur Erhaltung eines naturnahen Gewässers mit seinen geomorphologischen Strukturen, Gehölzbeständen und begleitenden Grünlandflächen als Lebensraum für eine charakteristische, zum Teil seltene Flora und Fauna. Der Kinderbach übernimmt wichtige Funktionen für den Biotopverbund im nordwestlichen Stadtgebiet Münsters und stellt einen wertvollen Lebensraum für Amphibien, Busch- und Höhlenbrüter sowie Schmetterlinge dar.                                                                                       |                                                    |
|      | 3-2.4.12 | Weidetümpel im Brock                                  | 0,1 ha   | ⊙        | Erhaltung eines naturnahen Kleingewässers als Lebensraum für zum Teil seltene Tier- und Pflanzenarten. Das Gewässer ist umgeben von Grünland und grenzt an einen Eichen-Hainbuchen-Wald. Insbesondere für Amphibien gute Lebensbedingungen, da neben dem Gewässer mit dem umgebenden Grünland und Wald auch der erforderliche Landlebensraum vorhanden ist. |                                                    |
|      | 3-2.4.13 | Tümpel einschließlich Gehölzkomplex am Lierbach       | 0,3 ha   | ⊙        | Erhaltung eines naturnahen Kleingewässers als Lebensraum für die Tier- und Pflanzenwelt. Das Gewässer ist gehölzbestanden und trägt maßgeblich zur Belebung und Gliederung des Landschaftsbilds bei. |                                                    |
|      | 3-2.4.14 | Helmer und Tilbecker Bach                             | 2,7 ha   | ⊙        | Erhaltung naturnaher Gewässerläufe und ihrer Morphologie. Sie schließt die gewässerbegleitenden Gehölzstrukturen und zum Teil sehr extensiv genutzten Grünlandflächen mit ein. Die Fließgewässer sind prägende Landschaftsbestandteile des Raumes Brock. Hierein eingestreut finden sich in einen kleinräumigen Wechsel Wald, Grünland, Acker sowie Gehölzstrukturen wie Feldhecken und -gehölze. |                                                    |
|      | 3-2.4.15 | Gievenbach                                            | 16,1 ha  | ⊙        | Schutz zur Erhaltung der Gievenbachaue mit den in weiten Teilen noch erlebbaren Auenkanten. Sie umfasst ebenso die Erhaltung der naturnahen z. T. mageren Feuchtweiden sowie die Sicherung des Auengrünlands einschließlich der typischen z. T. seltenen Tier- und Pflanzenarten. |                                                    |
|      | 3-2.4.16 | Wöstenteich                                           | 0,8 ha   | ⊙        | Erhaltung eines naturnahen Kleingewässers als Lebensraum für Flora und Fauna Der Tümpel ist Bestandteil eines Biotop-komplexes mit einer Vielzahl verschiedener Strukturen wie Hecken, Feldgehölze, Brachen, Gräben sowie Waldbereichen. Dieses Gebiet ist besonders wertvoll für Amphibien, Buschbrüter, Höhlenbrüter, Schmetterlinge und Libellen. Der Teich selbst ist ein artenreiches Amphibiengewässer. |                                                    |
|      | 3-2.4.17 | Meckelbach                                            | 16,8 ha  | ⊙        | Erhaltung und Entwicklung des Meckelbachs mit seiner Tier- und Pflanzenwelt und den vielfältigen Funktionen für den Biotopverbund. Der Meckelbach ist in weiten Teilen durch eine Gewässeraue mit ausgeprägtem Talraum gekennzeichnet. Bachbegleitendes Gründland und extensiv genutzte Mähwiesen bestimmen das Landschaftsbild. Geschützt sind neben dem eigentlichen Gewässer und der begleitenden Aue auch angrenzende, schutzwürdige Biotope.                                                                                            |                                                    |
|      | 3-2.4.18 | Hochwasserrückhaltebecken Getterbach                  | 2,0 ha   | ⊙        | Erhaltung eines Kleingewässers als Lebensraum für Flora und Fauna, das gekennzeichnet ist durch einen außerordentlichen Reichtum an seltenen Tier- und Pflanzenarten, die vielfach auf der Roten Liste der vom Aussterben bedrohten Arten stehen. Bestandteil eines Biotopkomplexes mit hoher struktureller Vielfalt. |                                                    |

## Landschaftspläne
Die Außenbereiche der Stadt Münster werden durch vier Landschaftspläne abgedeckt.
Diese Liste enthälte Daten aus den drei bislang in Kraft getretenen Landschaftsplänen LP1: Werse, LP2: Nördliches Aatal und Vorbergs Hügel und LP3: Roxeler Riedel.
Der Landschaftsplan Davert und Hohe Ward im südlichen Bereich der Stadt Münster ist 2020 noch in Bearbeitung. Darin könnten weitere geschützte Landschaftsbestandteile enthalten sein.